# Belső égésű motor

Négyütemű Otto-motor

Wankel-motor

A belső égésű motor egy olyan volumetrikus működésű hőerőgép, amelynél egy megfelelően megválasztott periodikus termodinamikai munkafolyamat során a tüzelőanyag a hengerben elég és a munkaközeg hője mechanikai munkává alakul. A többi hőerőgépet ezzel szemben külső égésű motornak kellene nevezni, azonban ez a kifejezés nem terjedt el, ezeknél az égéstermékek egy másik közegnek adják át energiájukat (víznek gőzt fejlesztve, amely mozgásba hozza a gőzturbinát, vagy egy gáznak a Stirling-motor esetében).

## Típusai
Attól függően, hogy a teljes munkaciklus hány ütemben valósul meg (egy ütem a dugattyúnak az alsó holtponttól a felső holtpontig vagy ellenkező irányban megtett útja):
- Négyütemű motor
- Kétütemű motor

A tüzelőanyag adagolása és elégése szempontjából:
- Otto-motor
- Dízelmotor
- Izzófejes motor
- Gáz tüzelőanyagú motor

A volumetrikus működés fajtája szerint:
- Dugattyús motor
- Forgódugattyús motor (Wankel-motor)